# Ульяновский сельский совет (Харьковская область)
Ульяновский сельский совет — входит в состав Богодуховского района Харьковской области Украины.
Административный центр сельского совета находится в посёлок Ульяновка.

## История
- 1933 — дата образования.

## Населённые пункты совета
- посёлок Ульяновка
- село Воскресеновка
- село Девятибратово
- посёлок Заречное
- село Ивановка
- село Корбины Иваны
- село Марьино
- село Шкарлаты

## Ликвидированные населённые пункты
- село Мусиенки